# Università del Massachusetts
L'Università del Massachusetts (UMass) è un sistema universitario pubblico dello Stato americano del Massachusetts. È composto da cinque campus o sedi: 
- UMass Amherst (a Amherst);
- UMass Boston (a Boston);
- UMass Dartmouth (a Dartmouth);
- UMass Lowell (a Lowell);
- UMass Medical School (a Worcester).

## Storia
L'Università del Massachusetts nasce nel 1863 come Massachusetts Agricultural College, situato ad Amherst, grazie al Morrill Land-Grant Colleges Act. Nel corso degli anni, ha attraversato diverse fasi di evoluzione, diventando Massachusetts State College nel 1932 e poi Università del Massachusetts nel 1947.
Il sistema universitario UMass è diventato multicampus con l'istituzione della UMass Medical School a Worcester nel 1962 e della UMass Boston nel 1964. Nel 1989, una commissione fu incaricata di esaminare il futuro dell'UMass, e il suo rapporto, noto come Rapporto Saxon, raccomandò la creazione di un sistema UMass a cinque campus per garantire la prosperità del Massachusetts attraverso un'istituzione di ricerca di livello mondiale.
Di conseguenza, nel 1991, l'Università di Lowell divenne UMass Lowell e la Southeastern Massachusetts University divenne UMass Dartmouth, portando alla formazione del sistema UMass a cinque campus. Nel 2010, fu costituita la UMass Law School, diventando la sola scuola di legge pubblica dello stato, e ottenne l'accreditamento completo dall'American Bar Association nel 2016.
L'UMass è cresciuta da un modesto college con 56 studenti a una potente istituzione regionale che serve quasi 75.000 studenti all'anno. È rinomata per la qualità dei suoi programmi accademici, l'ampiezza e l'eccellenza della sua ricerca e la sua missione di servizio pubblico.
Con l'evoluzione dell'economia del Massachusetts verso la conoscenza e la tecnologia, l'UMass si è adattata per soddisfare le crescenti esigenze dello stato. Ogni campus è diventato un motore economico a livello statale, generando oltre 6 miliardi di dollari di impatto economico annuale e conducendo circa 700 milioni di dollari di ricerca innovativa ogni anno, contribuendo significativamente all'economia dello stato.
In ogni aspetto, dall'accesso all'istruzione superiore all'impatto della ricerca, l'UMass è considerata una delle migliori università pubbliche degli Stati Uniti, mantenendo la sua missione di promuovere l'accesso alla conoscenza e migliorare la vita dei cittadini del Massachusetts, del paese e del mondo.

## UMass Amherst
Il campus di Amherst è stato il primo ad essere aperto ed è il più grande tra i cinque con 27.279 studenti.
L'Università è sorta nel 1863 come Massachusetts Agricultural College. È diventato Massachusetts State College nel 1931, e la University of Massachusetts nel 1947.

## UMass Boston
L'Università del Massachusetts di Boston è l'unica università pubblica della città di Boston. È il secondo campus del sistema con 15.741 studenti.
Il campus di Boston è stato istituito con legge statale nel 1964 ed ha iniziato l'attività nel settembre 1965 con 1.227 studenti. L'Università è nota per ospitare alcuni eventi significativi del settore arte e cultura, tra cui TransCultural Exchange.

## UMass Dartmouth
La UMass di Dartmouth (UMass Dartmouth, "UMassD", o "UMD") ha sede nel sud-est dello Stato del Massachusetts e conta 9.155 studenti.
L'origine dell'attività universitaria si fanno risalire al 1865. In quell'anno lo Stato istituì il New Bedford Institute of Textiles and Technology e il Bradford Durfee College of Technology.
Nel 1962 i due istituti vennero uniti creando il Southeastern Massachusetts Technological Institute, e nel 1969 divenne Southeastern Massachusetts University.
Nel 1991 si fuse con il sistema UMass e adottò l'attuale nome.

## UMass Lowell
A Lowell vennero istituiti: nel 1894 la Lowell Normal School (South Campus) e nel 1895 la Lowell Textile School (North Campus). Le due realtà vennero fuse creando l'Università di Lowell, che entrò a far parte del sistema UMass nel 1991.
Attualmente conta circa 15.000 studenti.

## UMass Medical School
La scuola di Medicina dell'Università del Massachusetts (University of Massachusetts Medical School, UMMS) ha sede a Worcester, per questo è conosciuta anche come UMass Worcester. Si divide in tre settori: la Scuola di Medicina, Scuola di scienze biomedicali e Scuola di Infermeria. La prima venne istituita nel 1962 con legge statale, e iniziò l'attività didattica nel 1970; scienze biomedicali aprì nel 1979 e la terza nel 1986.
Nel 2010 c'erano 1.290 studenti nelle tre scuole (487, 637 e 166).